# Канісу
Кані́су (порт. Caniço, МФА: [kɐ'nisu]) — туристичне місто та муніципальна громада на південному узбережжі португальського острова Мадейра, у муніципалітеті Санта-Круж. Населення — 23 368 осіб (2011), площа — 12,00 км². Відстань до міста Фуншала — 6 км по сучасній автомагістралі і 12 по національній автомобільній дорозі, до міста Санта-Круж — 5 і 8 км відповідно. Канісу є наймолодшим містом Португалії — цей статус воно отримало 9 червня 2005 року.
За колишнім адміністративним поділом (до набуття Мадейрою статуту автономії у 1976 році) Канісу входило до складу Фуншальського адміністративного округу.

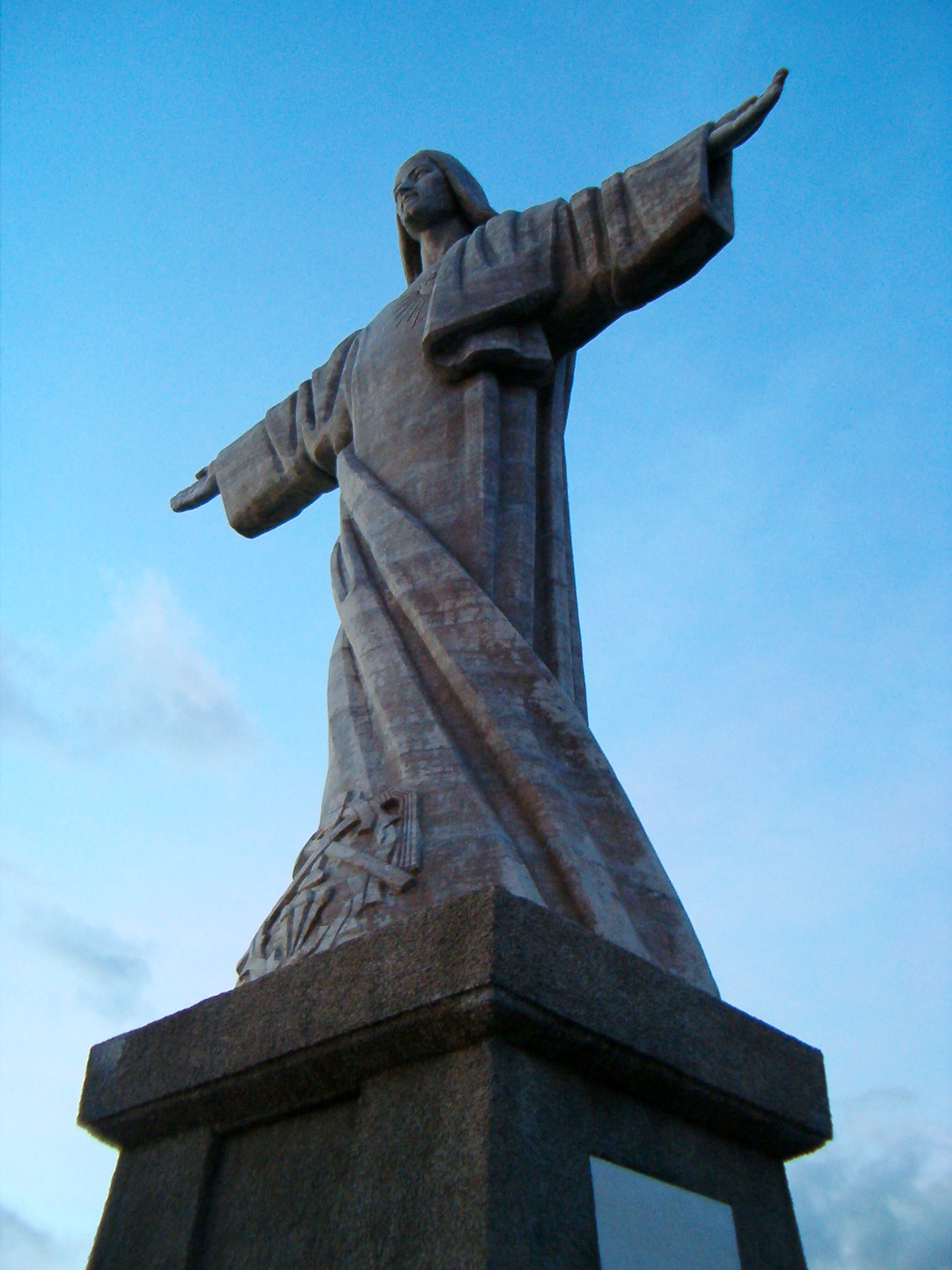
Статуя Святого Серця Христового

Визначною пам'яткою міста є Статуя Святого Серця Христового (порт. Sagrado Coração de Jesus), що знаходиться в місцевості Гаражау на узбережжі Атлантичного океану і являє собою фігуру Спасителя з відкритими для обіймів руками. Цю статую було зведено у 1927 році ще задовго до її аналогів — статуй Спасителя в Ріо-де-Жанейро та Короля в Алмаді.
В Гаражау також знаходиться однойменний частковий природний заповідник (порт. Reserva Natural Parcial do Garajau), який було утворено у 1986 році. Площа його становить 376 га і він є єдиним в Португалії морським заповідником. В акваторії заповідника «Гаражау» можна спостерігати за екзотичними рибами великих розмірів, як, наприклад Epinephalus guaza. Це заняття дуже популярне серед любителів підводного фотографування.
Для отримання безплатної туристичної інформації у місті діє туристично-інформаційний центр, у якому також можна отримати мапи та брошури:
| Назва  | Назва та адреса португальською мовою             | Телефон            |
| ------ | ------------------------------------------------ | ------------------ |
| Канісу | Posto de Turismo do Caniço, 9125 Caniço de Baixo | (+351) 291 932 919 |

## Галерея

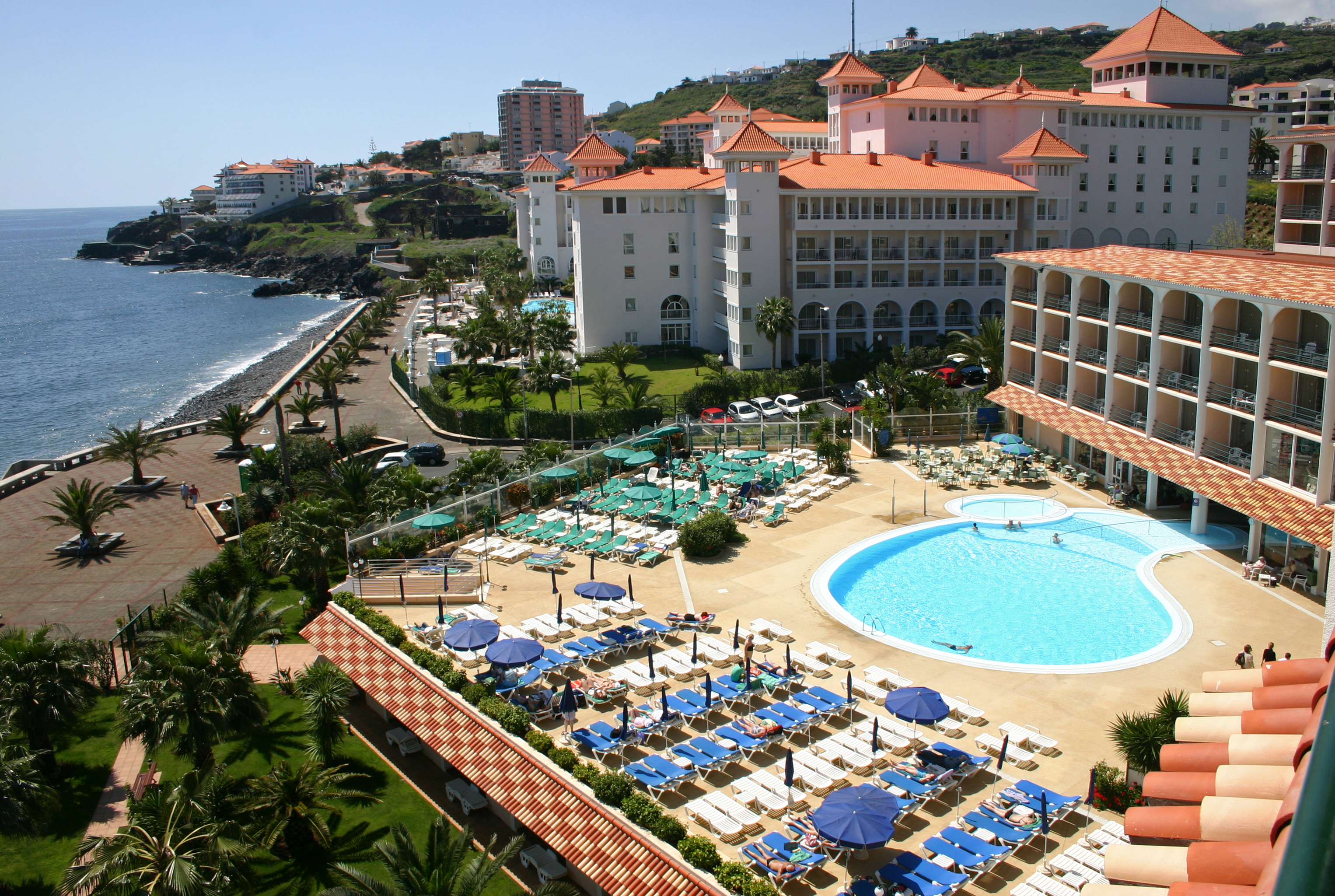
Madeira Hotel Oasis Atlantic